# كريمة أدبيب
كريمة أدبيب (بالإنجليزية: Karima Adebibe)‏ (ولدت في 14 فبراير 1985) هي عارضة وممثلة من أصل ريفي،المغرب.

## السيرة الذاتية
كريمة ولدت في منطقة تاور هاملتس في لندن، وهي من أب ريفي مغربي وأم من أصل،أيرلندي ويوناني.
وعملت كسكرتيرة في السابق، اختيرت في 14 فبراير 2006 (الذي يصادف تاريخ عيد ميلادها ودخولها اللارا كروفت) لتكون عارضة لسلسلة لعبة الفيديو المشهورة لارا كروفت تومب رايدر..
الشخصية كانت لتعزيز المشاركة في سلسلة اللعبة «في الشخصية» على التلفزيزن والراديو.وخضعت كريمة لتدريبات لارا كروفت من فنون قتالية وفن الخطابة. كريمة كانت موجودة في «قائمة الجذابين» في عدد شهر مارس 2006 من مجلة زوو.
وسبق ان كان لها دور صغير كضحية في فلم الفضائي ضد مفترس (Alien vs. Predator).
وقد استقالت من لارا كروفت في 2008.

## وصلات خارجية
- كريمة أدبيب على موقع IMDb (الإنجليزية)
- كريمة أدبيب على موقع قاعدة بيانات الفيلم (الإنجليزية)
- كريمة أدبيب على موقع دليل عارضات الأزياء (الإنجليزية)
- كريمة أدبيب في موقع فاشن مودل.

| سبقه جيل دي يونغ | عارضة لارا كروفت 2006–2008 | تبعه أليسون كارول |